# Sông Kur
Kur (tiếng Nga: Кур) là một sông tại vùng Khabarovsk của Nga. Sông có chiều dài 434 km. Sông hợp lưu với sông Urmi và tạo thành sông Tunguska, là một chi lưu tả ngạn của sông Amur.
Kur và Urmi thường bị ngập lụt vào mùa mưa.